# Load/store (processadors)
Load/store (en anglès de Carrega/guarda) és un tipus d'arquitectura de processadors que divideix les instruccions en dues categories:
- Accés a memòria (accessos entre memòria i resistres)
- Operacions en ALU (que només ocorren entre registres)

L'arquitectura load/store és usada per processadors tipus RISC (ARM, MIPS, RISC-V, SPARC, PowerPC)
Altrament, l'arquitectura registre/memòria (usada per processadors tipus CISC) la unitat ALU pot accedir directament a memòria sense passar prèviament per un registre.